# Crassispira appressa
Crassispira appressa är en snäckart som först beskrevs av Carpenter 1884.  Crassispira appressa ingår i släktet Crassispira och familjen Turridae. Inga underarter finns listade i Catalogue of Life.